# لیدن (اسپانیا)
لیدن (به اسپانیایی: Lidón) یک شهرستان در اسپانیا است که در استان تروئل واقع شده‌است.

## خصوصیات
لیدن ۴۰ کیلومترمربع مساحت و ۵۷ نفر جمعیت دارد و ۱٬۲۱۱ متر بالاتر از سطح دریا واقع شده‌است.